# 一宮市立浅野小学校
一宮市立浅野小学校（いちのみやしりつ あさのしょうがっこう）は、愛知県一宮市にある公立小学校。

## 概況
- 教育目標 - 心身ともに健やかで、社会の変化に主体的に対応でき心豊かでたくましく生きる力を備えた浅野の子を育てる。

## 沿革
- 1873年（明治6年）：丹羽郡浅野村に三省学校が設立される。
- 1876年（明治9年）：浅野学校に改称する。
- 1889年（明治22年）：浅野村、南小淵村、北小淵村が合併し、浅淵村になる。
- 1891年（明治25年）：浅野尋常小学校に改称する。
- 1906年（明治39年）：浅淵村は西成村に編入される。浅野尋常小学校は西成第四尋常小学校に改称する。
- 1940年（昭和15年）：西成村は一宮市に編入される。西成第四尋常小学校は一宮市浅野尋常小学校に改称する。
- 1941年（昭和16年）：一宮市浅野国民学校に改称する。
- 1947年（昭和22年）：一宮市浅野小学校に改称する。

## 通学区域
一宮市立小中学校区一覧表（平成29年5月27日現在）による。
- 浅野
- 島崎一丁目（一部）
- 平島一丁目（一部）
- 平安一丁目（一部）
- 馬見塚
- 緑四丁目（一部）
- 緑五丁目
- 南小渕
- 若竹四丁目（一部）

## 進学先中学校
- 一宮市立南部中学校

## 出身有名人
- 平井克典[1] - プロ野球選手（埼玉西武ライオンズ）

## 交通アクセス
- JR東海道本線 尾張一宮駅・名鉄名古屋本線・尾西線 名鉄一宮駅より、名鉄バス50系統（一宮駅東口～岩倉駅）「浅野公園前」停留所下車、徒歩約3分